# 石峰 (加利福尼亞州)
石峰（英語：Rock Crest）是位於美國加利福尼亞州普盧默斯縣的一個非建制地區。該地的面積和人口皆未知。

## 地理
石峰的座標為39°55′37″N 121°19′00″W / 39.92694°N 121.31667°W，而該地的平均海拔高度為573米（即1880英尺）。